# Надь, Дьёрдь (футболист)
Дьё́рдь Надь (венг. Nagy György; 30 июля 1942, Будапешт — 27 февраля 1992, Будапешт) — венгерский футболист, играл на позиции нападающего. Олимпийский чемпион (1964).

## Биография

### Игровая карьера
В течение пяти сезонов Надь играл за «Гонвед», в составе которого два раза становился вице-чемпионом страны и в 1964 году выиграл Кубок Венгрии. За «Гонвед» сыграл 115 матчей и забил 12 голов.
В 1964 году был включён в состав сборной Венгрии на олимпийский футбольный турнир, но на поле так и не вышел.
В 1967 году перешёл в МТК, за который сыграл 2 матча и завершил карьеру.

### Смерть
Скоропостижно скончался 27 февраля 1992 года в Будапеште в возрасте 49 лет.

## Достижения
«Гонвед»
- Обладатель Кубка Венгрии (1): 1964

 Венгрия
- Олимпийский чемпион (1): 1964